# 尼崎市立尼崎産業高等学校
尼崎市立尼崎産業高等学校（あまがさきしりつ あまがさきさんぎょうこうとうがっこう）は、かつて兵庫県尼崎市東難波町にあった市立産業高等学校。通称は「尼産（あまさん）」、「産高（さんこう）」。

## 設置学科
- 機械科
- 電気科
- 商業科

## 沿革
- 1916年（大正5年） - 大阪市港区にて住友私立職工養成所が開校。
- 1942年（昭和17年） - 住友工業学校に校名変更。
- 1946年（昭和21年） - 現在地に移転。
- 1948年（昭和23年） - 住友工業高等学校に校名変更。
- 1954年（昭和29年） - 尼崎市南城内にて尼崎市立尼崎商業高等学校が開校。
- 1956年（昭和31年） - 住友工業高等学校と尼崎市立商業高等学校が合併し、尼崎市立尼崎産業高等学校が発足。
- 1972年（昭和47年） - 定時制課程が尼崎市立尼崎工業高等学校として独立。
- 2004年（平成16年） - 校門近くに同校出身の村山実のピッチングフォームの銅像を卒業生らの寄付金により設置。
- 2011年（平成23年） - 尼崎市立尼崎東高等学校との統合校である尼崎市立尼崎双星高等学校が尼崎東高の校地に開校したのに伴い、同所に移転。
- 2013年（平成25年）3月 - 閉校。

なお、跡地には兵庫県立尼崎総合医療センター（2015年7月1日開院）が建設された。工事中一時撤去されていた村山実の銅像も再び設置された。

## 歴代校長
- 1956年（昭和31年）1月 榎本建三
- 1957年（昭和32年）2月 水田俊三
- 1958年（昭和33年）4月 岡本仁
- 1972年（昭和47年）4月 樽井喜市郎
- 1974年（昭和49年）4月 中村正男
- 1978年（昭和53年）4月 河田兵衛
- 1981年（昭和56年）4月 小野寺章男
- 1983年（昭和58年）4月 後尾武彦
- 1984年（昭和59年）4月 藤山忠久
- 1990年（平成2年）4月 大西正治
- 1992年（平成4年）4月 中西良允
- 1996年（平成8年）3月 伊藤進一
- 1999年（平成11年）4月 雀部倉平
- 2001年（平成13年）4月 白井和彦
- 2004年（平成17年）4月 山之内誠
- 2008年（平成20年）4月 山中俊嗣
- 2010年（平成22年）4月 加藤賢治

## 著名な卒業生
- 村山実（住友工業高等学校卒、プロ野球選手）
- 井上竜夫（お笑いタレント）
- 中井清和（実業家、学情創業者・社長）
- 関口房朗（実業家、メイテック創業者・元社長、中退）
- 泉原保二（実業家、政治家、元衆議院議員）
- 洲鎌栄一（プロボクサー）
- 野村将希（俳優・歌手、中退）
- 浮世亭美ユル（漫才師）
- 竹森一男（作家）